# Šerbet
Šerbet (Arapski: شربات, turski: Şerbet) je popularno bezalkoholno piće u  Zapadnoj i Južnoj Aziji pripremljeno najčešće od voća ili latica cvijeća.  Sladak je i poslužuje se hladan. Može se poslužiti i kao koncentrat i jesti žlicom (poput kompota) ili razrijediti vodom i poslužiti kao piće.
Popularne vrste šerbeta sadržavaju jednu ili više od sljedećih sastojaka: sok od ruže, sandalovinu, Bael, Gurhal (hibiskus), limun, naranču, mango, ananas i Falsu (Grewia asiatica).
U Turskoj se vjeruje da Šerbet ima ljekovita svojstva. Pomiješan s đumbirom i limunovim sokom pomaže protiv svih oblika kašlja, pa i bronhitisa
 i laringitisa.
Šerbedžija je osoba koja prodaje ili poslužuje šerbet iz velikog, karakterističnog vrča.

## Podrijetlo riječi
Riječ sharbat dolazi iz  perzijskog "شربت" "sharbat" i  Sherbet  iz  turskog "şerbet" "šerbet" i obje dolaze iz arapskog شربة "sharba" i zoznačavaju piće, izvedene od glagola شرب "shariba" što znači piti. Također se zove i "sorbet", što dolazi iz  francuskog "sorbet", te od talijanskog "sorbetto", ali temeljeno na turskoj riječi "şerbet". Riječ je istoznačnica za sirup u britanskom engleskom i američkom engleskom. Značenje, pravopis i izgovor razlikuju se između pojedinih zemalja i pokrajina. Obično se piše "šerbet", ali u novije vrijeme mijenja ime u "Sherbert".

## Priprema
Pravi se od svježeg ili ukuhanog voća i njegova soka (višanja, trešanja, malina...) čemu se obično dodaje limunov sok i kuhani šećer, ponegdje i latice karanfila. Ponegdje se uz kuhani šećer dodaje i ocat za ublažavanje slatkoće. Svi sastojci skuhani u siru ponovno se razrjeđuju vodom, ledom, ponekad i snijegom.
Posebnu vrstu šerbeta čine mevludski i iftarski šerbet koje se poslužuju na mevludima i iftarima tijekom mjeseca Ramazana, a često se i poslužuje u posebnim prilikama i na svečanostima, na vjenčanjima, prilikom rođenja djeteta, pri završetku školovanja i zapošljavanju. Prave se od ukuhane kore cimeta i karanfila koji se procijede, te se procijeđena tekućina dodaje ušećerenoj vodi. Poslužuje se gust, ali može se razrijediti s malo vode.

## Rasprostranjenost
Šerbet se uglavnom pije na području Indije,  Turske, Irana,  Arapskog poluotoka,  Afganistana, Pakistana, i Bangladeša.
Budući da je prema islamskom zakonu alkohol zabranjen, šerbet je kao bezalkoholno osvježavajuće piće brzo stekao popularnost među islamskim svijetom. Razlog njegove popularnosti također leži u činjenici da do početka 20. stoljeća na tim prostorima nije postojao pouzdan način skladištenja i prijevoza voća. Hladnjaka nije bilo, a brzina prijevoza ovisila je o konjima i količini i težini samoga tereta. Voće je isključivo bila mjesna poslastica, dostupna samo u kratkom vremenskom razdoblju. Osim sušenog, moglo ga se pronaći i u obliku tekućeg koncentrata - sirupa.
Osmanlije su pili šerbet prije i tijekom svakog jela, a do danas ga se može naći u gotovo svim restoranima u Turskoj koji u svojoj ponudi imaju i više vrsta ovog slatkog napitka.
Šerbet se spominje u Tisuću i jednoj noći, gdje su se likovi često opuštali ispijanjem šerbeta. Perzijska knjiga Zakhireye Khwarazmshahi iz 12. stoljeća opisuje pripremu šerbeta i sličnih bezalkoholnih slatkih napitaka.
Na Indijskom potkontinentu popularizirao ga je i rasprostranio mogulski osvajač Babur, koji ga je razrjeđivao svježim ledom s Himalaja.

## Drugi napitci od kuhanog voća
- Kompot
- Hošaf
- Paluza

## Vanjske poveznice
- Svijet mladih čitatelja (Young Reader's World), Juliette Ronsart: Prvo svjetsko bezalkoholno piće, arhivirano 2004. (pristupljeno 27. prosinca 2016.) (engl.)